# りゅうこつ座a星
りゅうこつ座a星は、りゅうこつ座の恒星で3等星。
ニセ十字を形成する2等星のι星から離角1度未満に位置する。

## 特徴
周期6.7447日の分光連星とされるが、個々の星については、等光の場合から極端な差がある場合まで考えられており、よくわかっていない。いずれの場合でも、3.20等から3.56等に変光する楕円体状変光星と考えられる。変光星総合カタログでは、近年は変光を確認できていない。2つの星はケプラーの法則より0.14天文単位の距離にあり、各7.5太陽質量と仮定した場合、2つの白色矮星となった後、Ia型超新星となる可能性がある。